# Ponte Nuovo (Ascoli Piceno)
Il ponte nuovo di Ascoli Piceno sorge nelle immediate vicinanze di porta Tufilla e di ponte Tufillo. Congiunge il centro storico della città al moderno quartiere  Campo Parignano attraversando un tratto cittadino del fiume Tronto.
Sporgendosi dal suo parapetto di destra si scorge, in lontananza, il punto di confluenza di due dei tre corsi d'acqua che attraversano il tessuto cittadino: il fiume Tronto ed il torrente Castellano. 

## Storia
Edificato in opera muraria liscia, con conci squadrati di travertino, ha una struttura che si articola su tre grandi arcate, di cui la centrale è decorata dallo stemma della città. Fu progettato da Umberto Pierpaoli, architetto, ed Enrico Cesari, ingegnere, e la sua costruzione, iniziata nel 1909, terminò nel 1911.

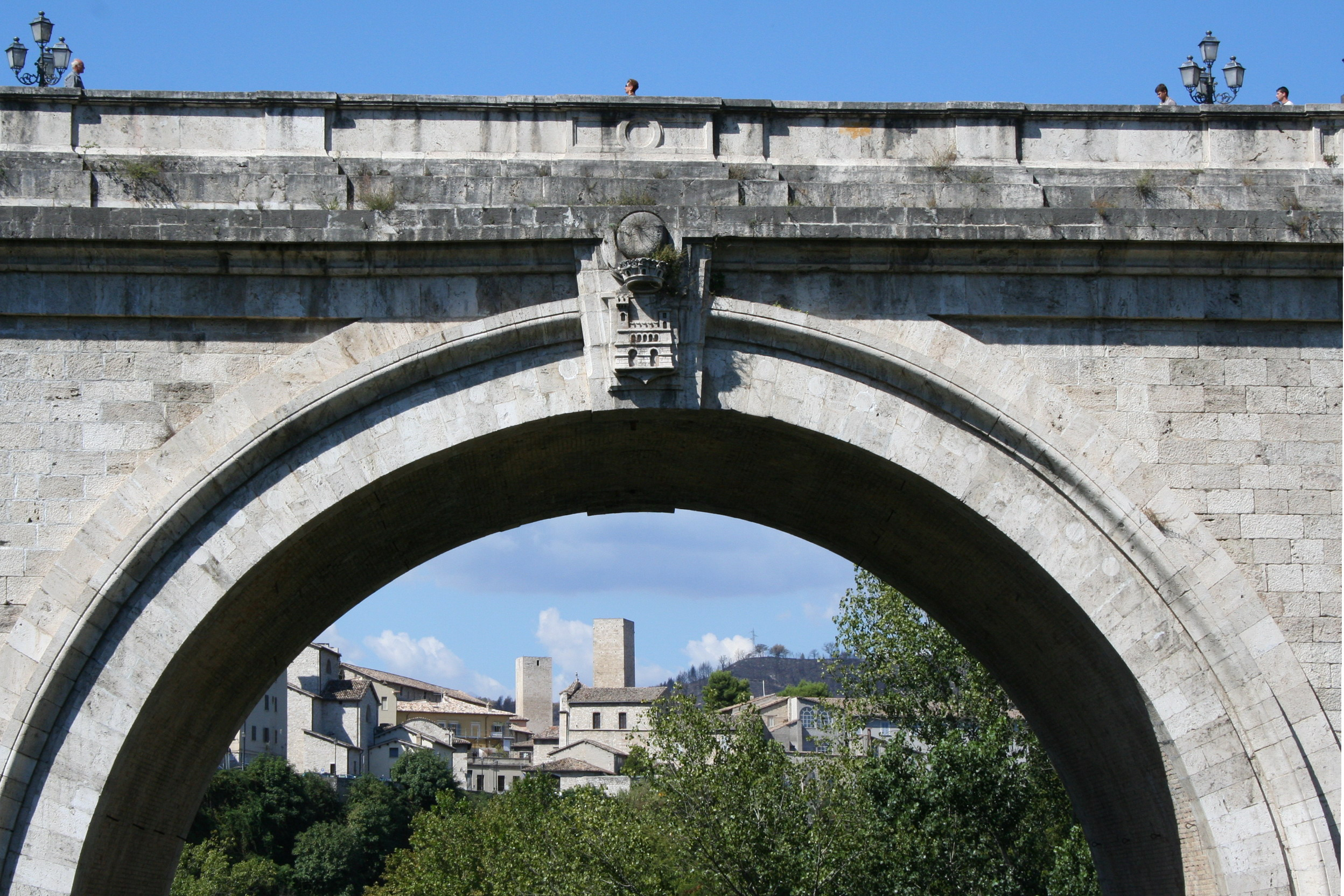
fornice centrale del ponte con stemma di Ascoli Piceno
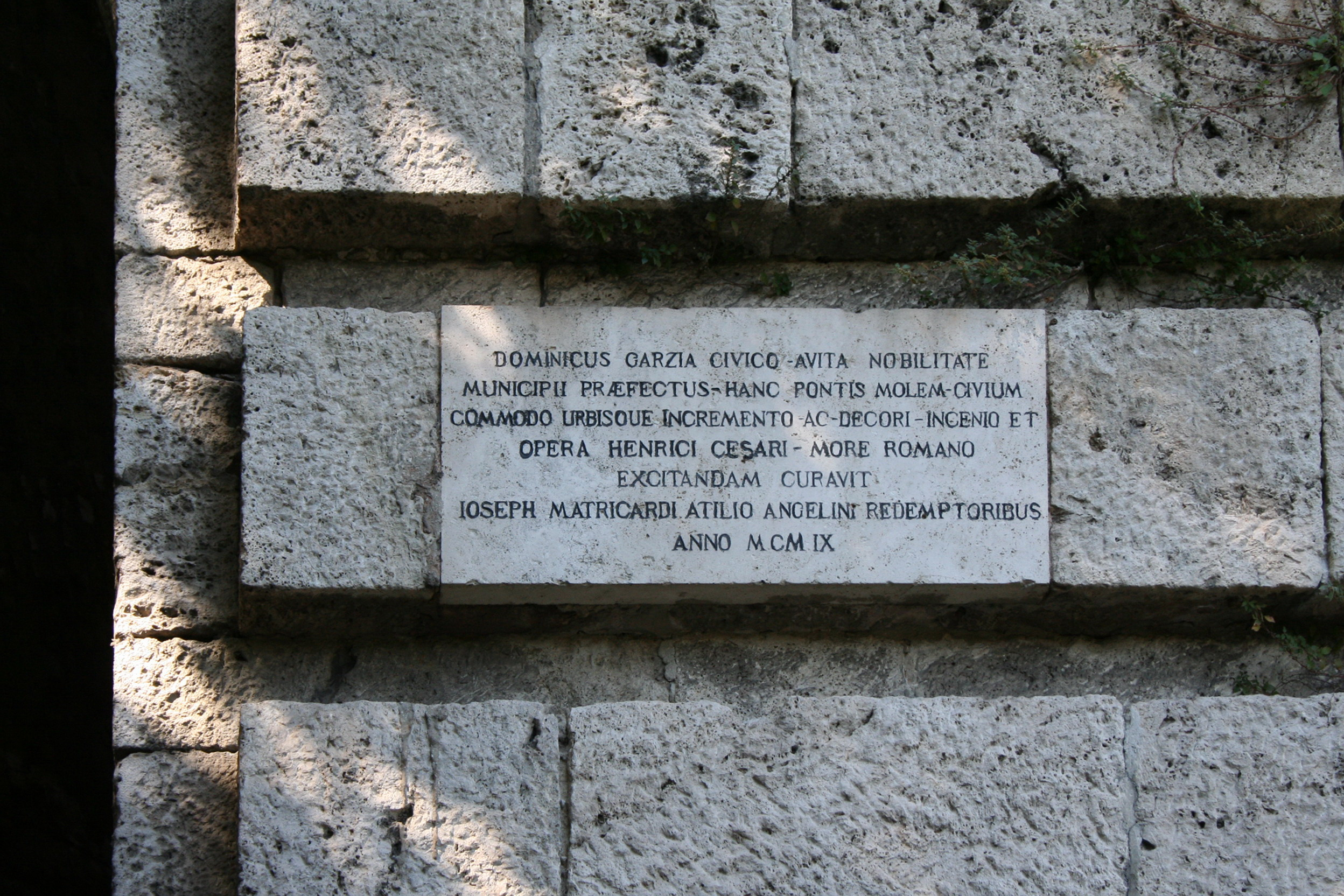
lapide che ricorda la costruzione del ponte